# Bouillancourt-en-Séry
Bouillancourt-en-Séry is een gemeente in het Franse departement Somme (regio Hauts-de-France) en telt 486 inwoners (1999). De plaats maakt deel uit van het arrondissement Abbeville.

## Geografie
De oppervlakte van Bouillancourt-en-Séry bedraagt 16,2 km², de bevolkingsdichtheid is 30,0 inwoners per km².
De onderstaande kaart toont de ligging van Bouillancourt-en-Séry met de belangrijkste infrastructuur en aangrenzende gemeenten.

## Demografie
Onderstaande figuur toont het verloop van het inwonertal (bron: INSEE-tellingen).

## Externe links

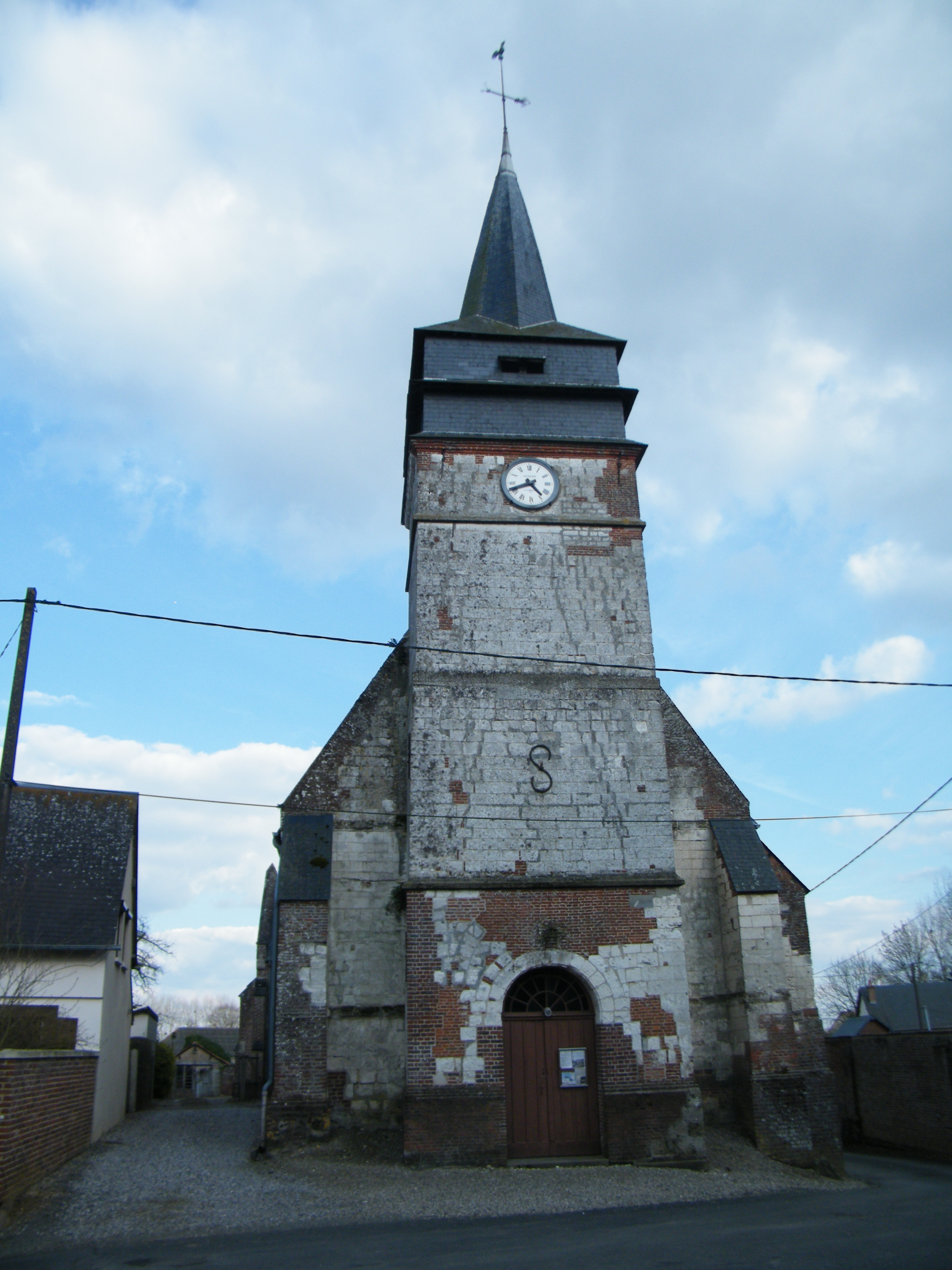
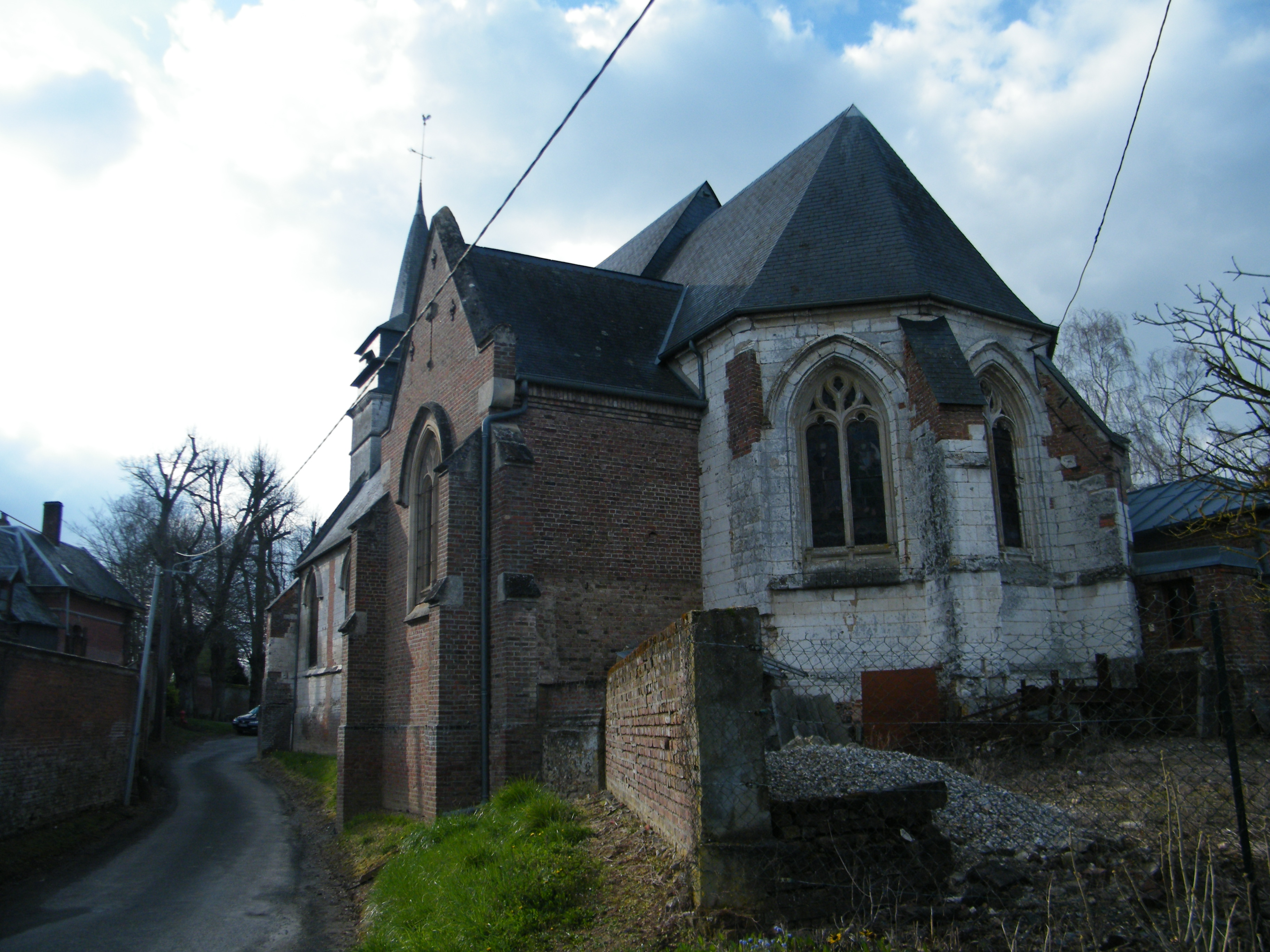
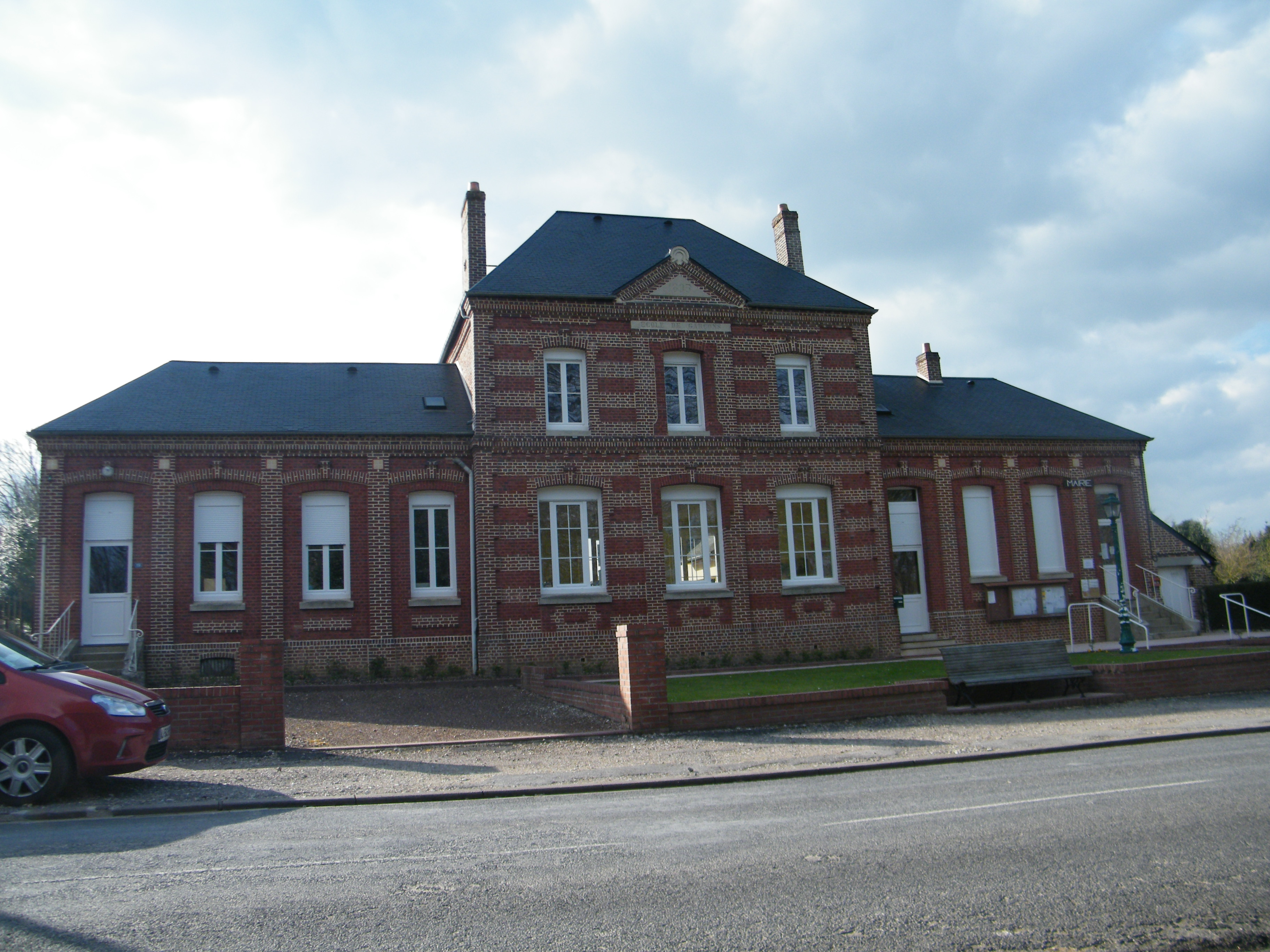
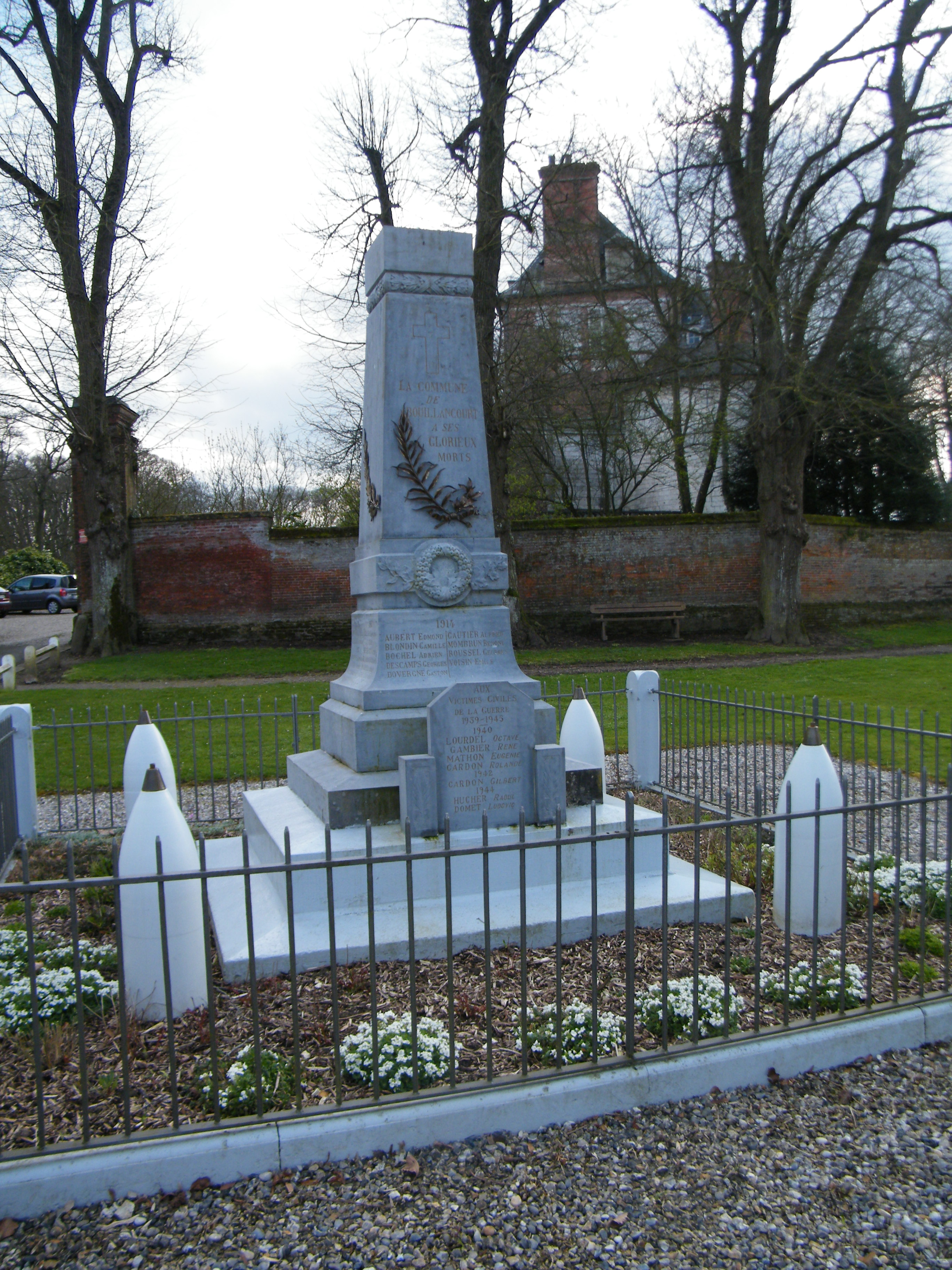
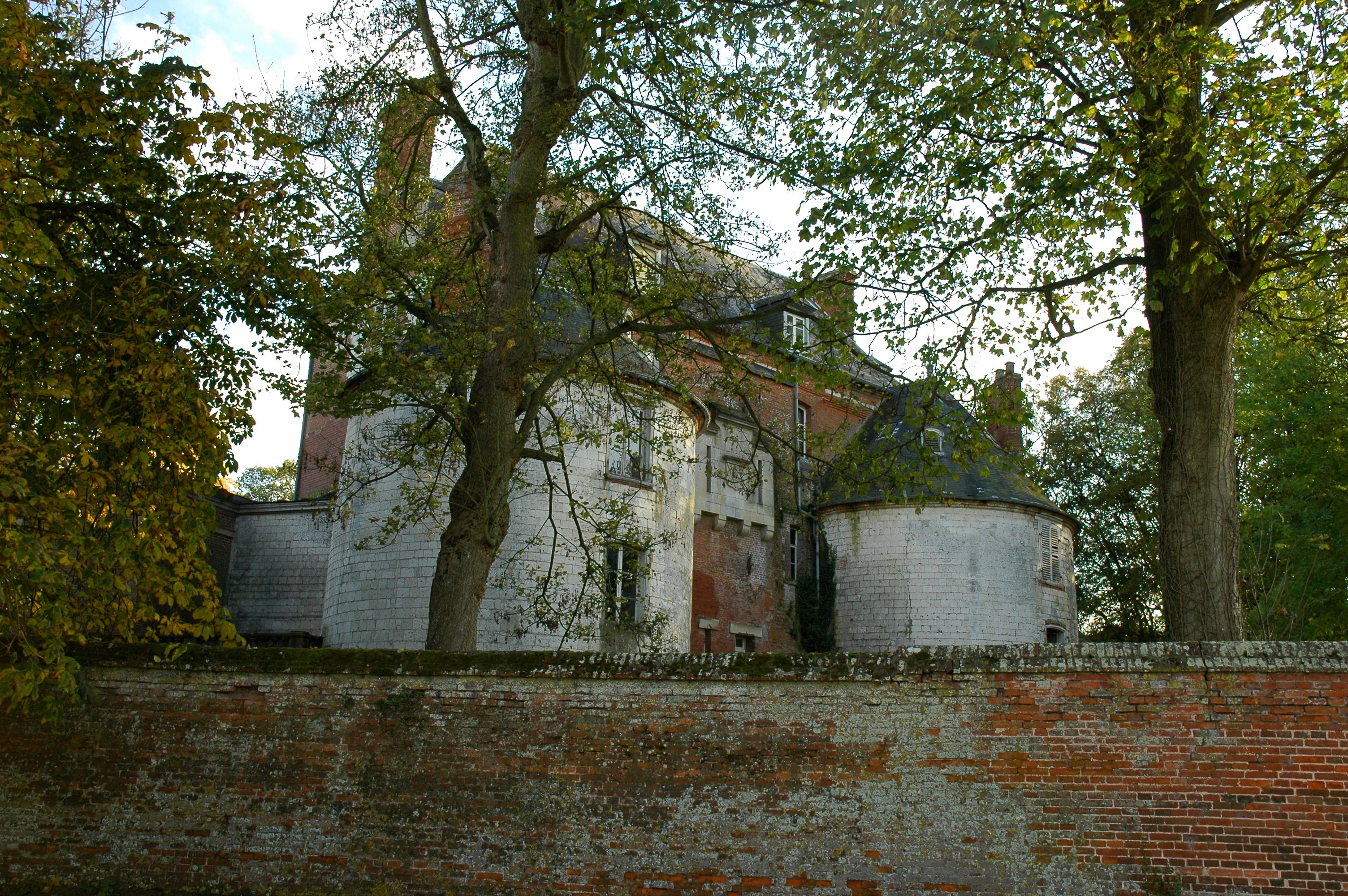